# Sant Sebastià de Bescanó
Sant Sebastià de Bescanó és una església de Bescanó (Gironès) protegida com a Bé Cultural d'Interès Local.

## Descripció
Edifici senzill d'una sola nau i absis semicirculars. El mur dret té dos contraforts i l'esquerra un estatge que fa de sagristia. La coberta a dues vessants té el ràfec amb teules pintades. A la part frontal, el carener de la teulada s'aixeca el campanar d'espadanya d'una obertura d'arc de mig punt. La façana presenta una porta rectangular i dues finestres baixes rectangulars apaïsades, una de les quals porta la data 1674.

## Història
Possiblement fou erigida amb motiu de la pesta de 1610, ja que hi ha una inscripció que diu: ANY DE LA PESTA 1610.